# لوسينغنانو
لوسينغيانو هي كومونا في مقاطعة أريتسو في منطقة توسكانا الإيطالية، تقع على بعد حوالي 70 كيلومتر (43 ميل) جنوب شرق فلورنسا وحوالي 25 كيلومتر (16 ميل) جنوب غرب أريتسو .
تقع لوسينغيانو على حدود البلديات التالية:فويانو ديلا شيانا، مارسيانو ديلا شيانا، مونتي سان سافينو ، رابولانو تيرمي، وسينالونغا .

## تاريخ
اشتق اسم لوسينغيانو في أغلب الظّنّ من عائلة القنصل ليسينيو الرومانية . تُعرف باسم "لؤلؤة فالديتشيانا"،  لوسينغيانو هي قرية من القرون الوسطى محاطة بأسوار على قمة تل حُفظت على نحوٍ ملحوظ (تقع على ارتفاع 400 متر فوق سطح البحر) ، بيضاوية الشكل، وكان ارتفاعها وموقعها الاستراتيجي بين سيينا وأريزو قد وضعها في موضع صراعٍ دائم بين هذه المدن بين عامي 1200 و 1500، وتشمل كذلك فلورنسا وبيروجيا، وشيّد السينيون أسوارها ذات البوابات الثلاثة في عام 1371، وبمجرد أن أصبحت المدينة تحت حكم فلورنسا قد بدأ بناء القلعة المنسوبة إلى برناردو بوتشيني .

## المعالم السياحية الرئيسية
تشمل المعالم السياحية:
- ملاذ مادونا ديلا كويرس (يُنسب إلى جورجيو فاساري ) ، ج. 1568
- دير الكابتشيني (1580)
- <i id="mwMQ">كنيسة ميزيريكارديا</i> (1582)
- كوليجياتا دي سان ميشيل أركانجيلو (1594)
- كنيسة سان فرانسيسكو
- كنيسة سان بياجيو
- كنيسة سانتيسيما أنونزياتا

والجدير بالذكر أن صندوق الرُّفَات المتقن المصنوع لكنيسة سان فرانشيسكو، والذي يوجد الآن في متحف سيفيكو في الطابق الأرضي من مبنى البلدية الذي يعود تاريخه إلى القرن الثالث عشر (بالإيطالية: Palazzo Pretorio)‏ يسمى لابيرو ديلا فيتا( شجرة الحياة ؛الشجرة الذهبية أو شجرة لوسينغيانو)، يتفرع من وسط صندوق الرُّفَات الـقوطي اثني عشر فرعًا، يعلوها صليب وبجعة، ويحتوي على أغصانٍ مرجانية تمثل دم المسيح.  والشجرة مَطْليّة بالذّهب ومُرصعة بالجواهر وموقعة من قبل اثنين من صائغي المجوهرات أوغولينو دا فييري عام 1350 وغابرييلو دانتونيو عام 1471، ويوجد أيضًا في المتحف أعمال لوكا سينيوريلي ، ومدرسة سينيس ، وصلب من أومبريا .

## سينما
ُ فيلم نسخة موثقة الذي أنتج عام 2010 ومن إخراج عباس كيارستامي قد تم إنتاجه وتصويره في لوسينغيانو.

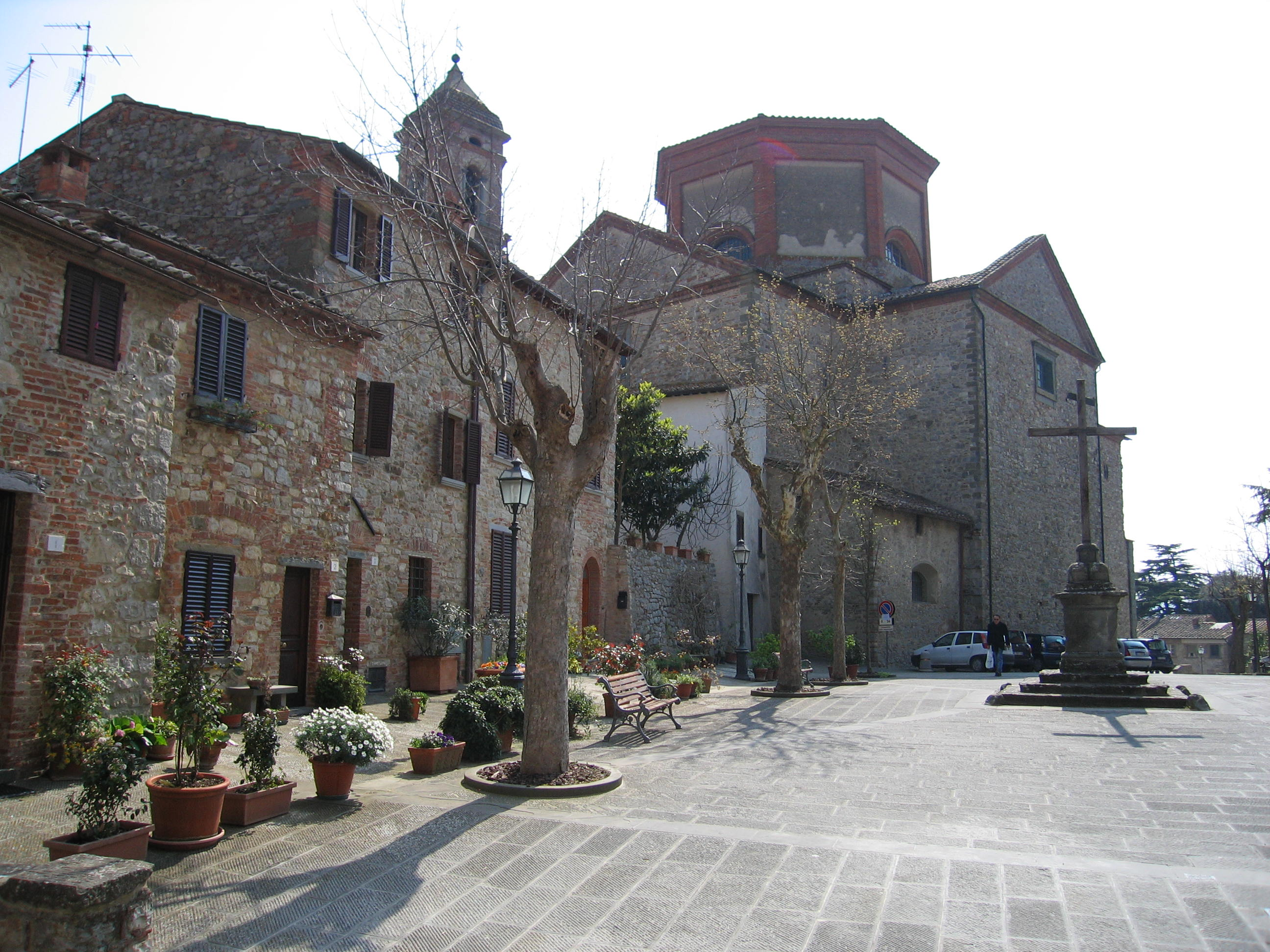
ساحة S. فرانسيسكو مع كنيسة S. فرانسيسكو في الخلفية.

## روابط خارجية
- الموقع الرسمي
- www.lucignano.com/